# Huanjiang
Huanjiang léase Juán-Chiáng (en chino, 环江毛南族自治县; pinyin, Huánjiāng máonánzú zìzhìxiàn; literalmente, ‘rió aro’, en zhuang, Vanzgyangh Mauznanzcuz Swciyen) es un condado autónomo bajo la administración directa de la Prefectura Hechi en la Región autónoma de Guangxi, República Popular China. Su área es de 4552 km² y su población total para 2020 superó los 270 mil habitantes.

## Administración
El condado autónomo de Huanjiang se divide en 12 pueblos que se administran en 6 poblados, 5 villas y 1 villa étnica.

## Historia
En mayo de 1951, el gobierno provincial de Guangxi aprobó la fusión de los condados Yi'en y Yibei en el condado Huanjiang (环江县), que estaba subordinado a la prefectura Yishan (宜山专区).
El 1 de noviembre de 1986, con la aprobación del Consejo de Estado, se abolió el condado Huanjiang y se estableció el condado autónomo maonan de Huanjiang.